# حديقة بوينس آيرس النباتية

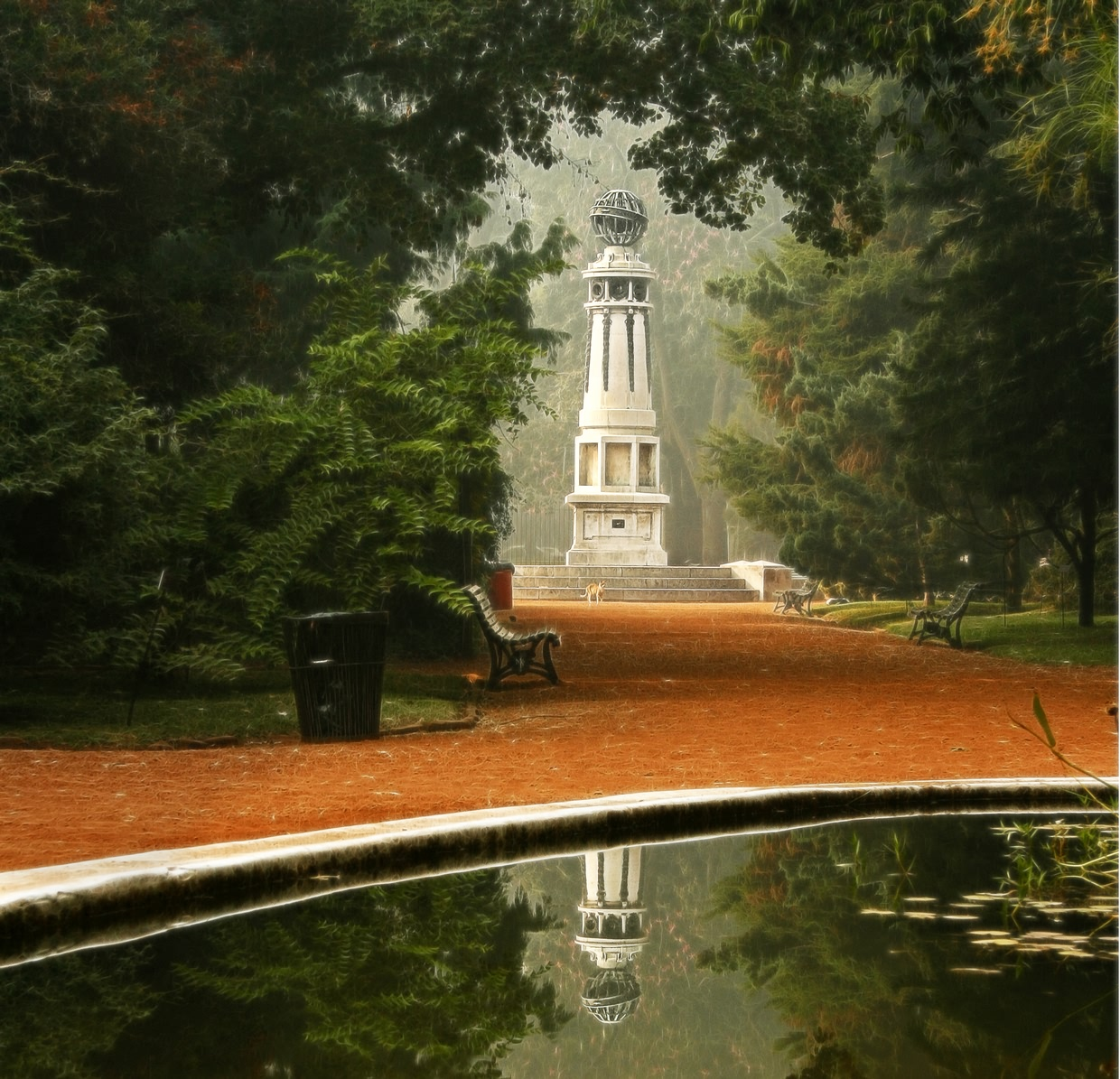
مؤشر للطقس صممه خوسيه ماركوفيتش، وتبرع به المجتمع النمساوي-المجري في عام 1910

حديقة بوينس آيرس هي حديقة نباتية مثلثة الشكل تقع في حي باليرمو في بوينس آيرس، (الأرجنتين).
تبلغ مساحة الحديقة، التي تم إعلانها كموقع وطني عام 1996 ، 6.9772 هكتار، وتحوي حوالي 5500 نوع من النباتات والأشجار والشجيرات، بالإضافة إلى عدد من المنحوتات والآثار وخمس دفيئات.

## الأصل
تم تصميم الحديقة من قبل المهندس المعماري كارلوس ثايس، وتم افتتاح الحديقة في 7 سبتمبر، 1898.

## معرض الصور

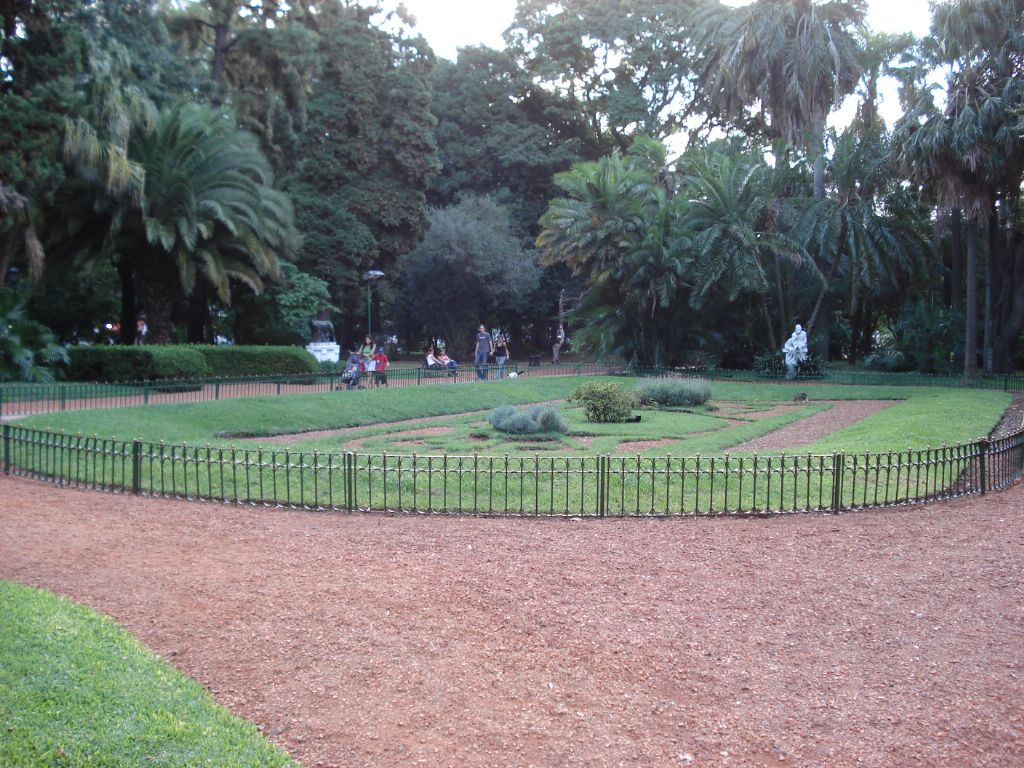
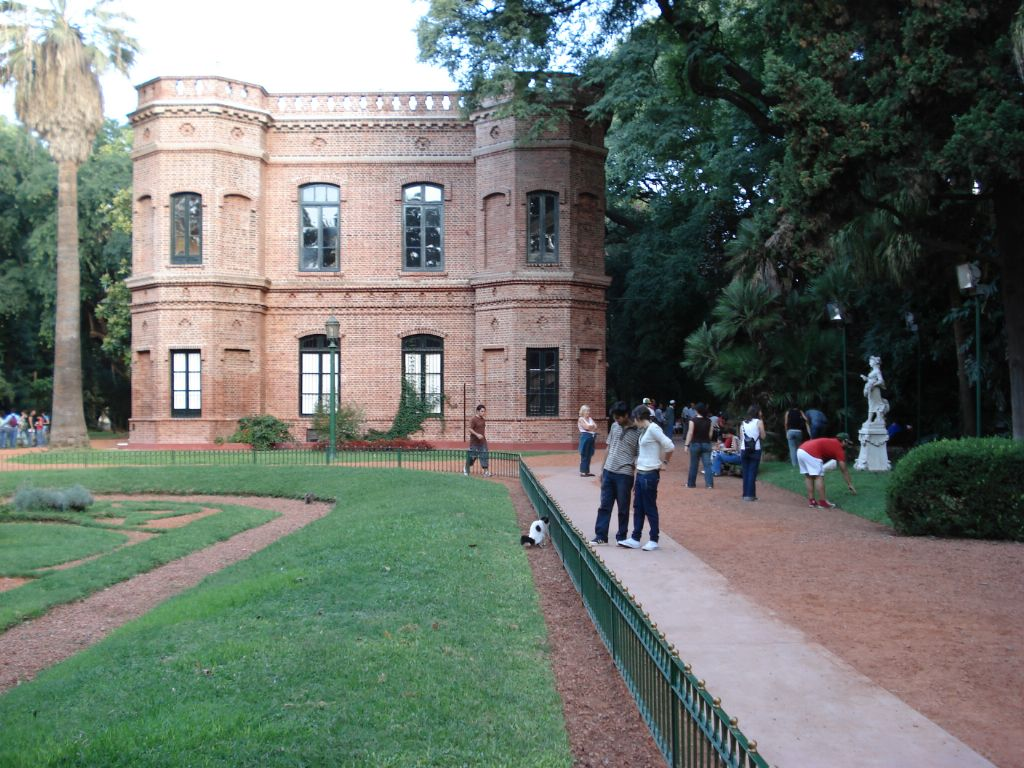
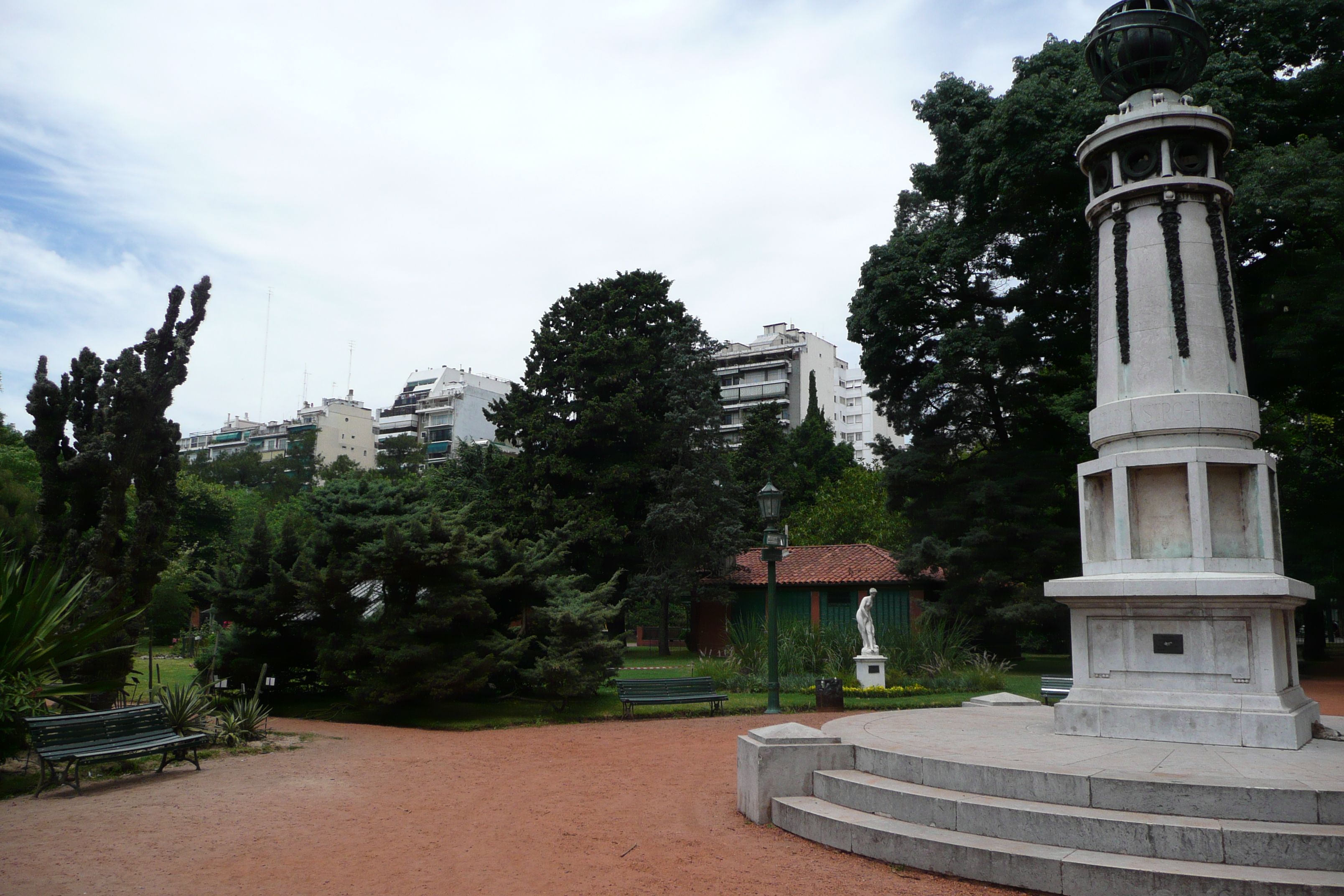
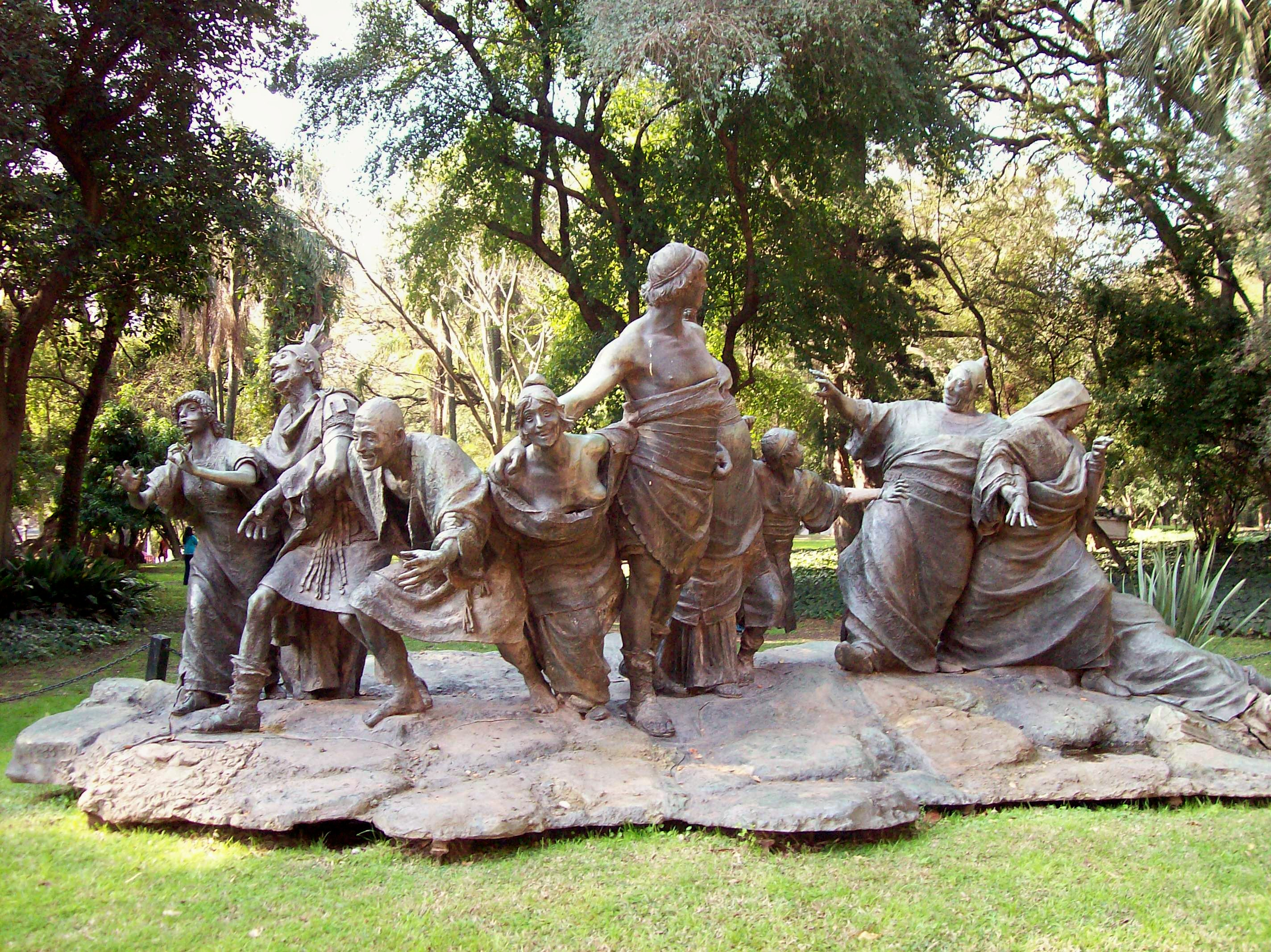